# Svetlana Makarovič
Svetlana Makarovič (ur. 1939 w Mariborze) – słoweńska poetka, autorka książek dla dzieci i aktorka.

## Życiorys
Urodziła się 1939 roku w Mariborze. Po ukończeniu studiów na akademii teatralnej w Lublanie z powodzeniem grała w teatrach, po czym poświęciła się w pełni twórczości literackiej. Jej debiutem literackim był tomik poetycki Somrak, który ukazał się w 1964 roku. Osiem lat później opublikowała swą pierwszą książkę dla dzieci, zbiór krótkich baśni o zwierzętach pod tytułem Miška spi.
Jej poezja dla dorosłych odbiorców jest stosunkowo tradycyjna, o różnorodnej formie. W wiersze o charakterystycznej, nastrojowej atmosferze, wplata przetworzone motywy ze słoweńskiego folkloru. Jej twórczość dla młodych czytelników zawiera elementy edukacyjne bez popadania w przesadny dydaktyzm. Jest autorką ponad 30 książek i 15 sztuk dla dzieci wypełnionych humorystycznymi przygodami, zwierzęcymi bohaterami i wymyślonymi istotami. Do niektórych wydań sama tworzyła ilustracje, do innych przygotowali je czołowi słoweńscy ilustratorzy, tacy jak Marija Lucija Stupica, Jelka Reichman, Tomaž Lavrič, czy Alenka Sottler. Jej twórczość została przełożona m.in. na język niemiecki, angielski, czeski i włoski.
Jej książki dla dzieci dwukrotnie zostały wyróżnione nagrodą Levstikova nagrada (1973, 1975). W 1994 roku jedno dzieł Makarovič znalazło się na Liście Honorowej Międzynarodowej Izby ds. Książek dla Młodych. Pisarka dwukrotnie została nominowana do nagrody im. Hansa Christiana Andersena (1998, 2000). Jej twórczość dla dorosłych również została doceniona, przynosząc Makarovič takie wyróżniena, jak Prešernovega sklada (1976) czy Jenkova nagrada (1994). W 2011 roku została uhonorowana słoweńskim Złotym Orderem za Zasługi.
Według poety i literaturoznawcy Borisa A. Novaka, Makarovič jest „w powszechnym odbiorze postrzegana jako ‹pierwsza dama› współczesnej poezji słoweńskiej”.

## Dzieła

### poezja
- 1964: Somrak[3]
- 1968: Kresna noč
- 1972: Volčje jagode
- 1973: Srčevec
- 1974: Pelin žena
- 1976: Vojskin čas
- 1980: Sosed gora
- 1994: Tisti čas[1]

### twórczość dla dzieci
- 1972: Miška spi[3]
- 1977: Potepuh in nočna lučka[2]
- 1978: Teta Magda ali vsi smo ustvarjalci, wyd. pol.: Ciocia Magda czyli Wszyscy jesteśmy twórcami. Anna Bochman (tłum.). Warszawa: Nasza Księgarnia, 1985. ISBN 83-10-08859-0. Brak numerów stron w książce
- 1980: Pravljice iz mačje preje[2]
- 2000: Tacamuca[2]
- Pekarna Mišmaš
- Sapramiška[1]

## Tytuły
W 2011 roku została uhonorowana tytułem honorowego obywatela Lublany.